# Christophe Capelle

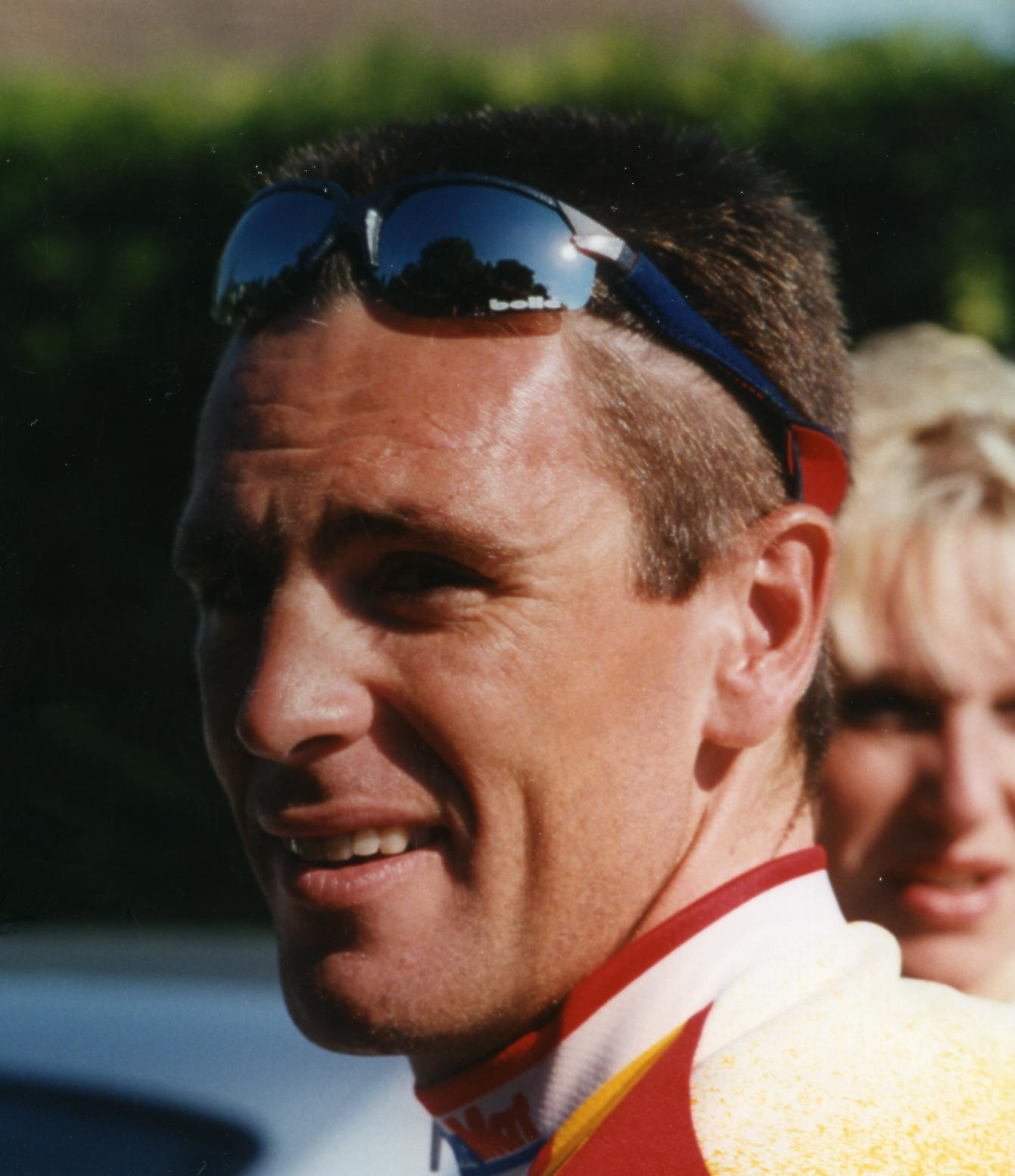
Christophe Capelle (1996)

Christophe Capelle (* 15. August 1967 in Compiègne) ist ein ehemaliger französischer Radrennfahrer.
Schon als Amateur war der vielseitige Christophe Capelle ein international erfolgreicher Radrennfahrer. So gewann er 1990 die Hessen-Rundfahrt. Zweimal (1989 und 1990) vertrat er die französische Auswahl bei der Internationalen Friedensfahrt. Sein bestes Ergebnis erzielte er dabei mit Platz 53 im Jahr 1990. 1991 wurde er Profi und belegte im Jahr darauf bei Kuurne–Brüssel–Kuurne den zweiten Platz. 1996 errang er gemeinsam mit Philippe Ermenault, Jean-Michel Monin und Francis Moreau die Goldmedaille in der Mannschaftsverfolgung bei den Olympischen Spielen in Atlanta. 2000 wurde er französischer Meister im Straßenrennen, und bei den Olympischen Spielen 2000 in Sydney belegte er Platz zehn im Zweier-Mannschaftsfahren, gemeinsam mit Robert Sassone.
Sechsmal startete Capelle auch bei der Tour de France ohne vordere Platzierung in der Gesamtwertung; hervorstechendstes Ergebnis war sein dritter Platz in der Punktewertung bei der Tour de France 1999.
2002 beendete Christophe Capelle seine aktive Radsport-Laufbahn und erwarb einen Studienabschluss an der École supérieure de commerce d’Amiens.